# Clément Chevrier
Clément Chevrier (Amiens, 29 juni 1992) is een voormalig Frans wielrenner. 

## Overwinningen
2013
4e etappe Tour des Pays de Savoie
2014
San Dimas Stage Race

## Resultaten in voornaamste wedstrijden
| Jaar | Ronde van Italië | Ronde van Frankrijk | Ronde van Spanje |
| ---- | ---------------- | ------------------- | ---------------- |
| 2015 | 69e              |                     |                  |
| 2016 |                  |                     | 41e              |
| 2017 | 81e              |                     | 61e              |
| 2018 |                  |                     |                  |
| 2019 |                  |                     | 58e              |
| 2020 |                  |                     |                  |

| Jaar | Amstel Gold Race | Luik-Bast.‑Luik | Ronde van Lombardije | Waalse Pijl |  | Wereldranglijsten |
| ---- | ---------------- | --------------- | -------------------- | ----------- |  | ----------------- |
| 2015 |                  | opgave          | opgave               | opgave      |  |                   |
| 2016 |                  | opgave          |                      | 83e         |  |                   |
| 2017 |                  |                 |                      |             |  | 363e (UWT)        |
| 2018 |                  |                 |                      |             |  |                   |
| 2019 | 95e              | 95e             |                      | opgave      |  |                   |
| 2020 |                  |                 |                      |             |  |                   |

## Ploegen
- 2014 –  Bissell Development Team
- 2014 –  Trek Factory Racing (stagiair vanaf 1-8)
- 2015 –  IAM Cycling
- 2016 –  IAM Cycling
- 2017 –  AG2R La Mondiale
- 2018 –  AG2R La Mondiale
- 2019 –  AG2R La Mondiale
- 2020 –  AG2R La Mondiale

Alafaci · Arredondo · Beppu · Busche · Cancellara · Devolder · Didier · Felline · Hondo · Irizar · Jungels · Kišerlovski · Nizzolo · Popovytsj · B. van Poppel · D. van Poppel · Rast · Roulston · A. Schleck · F. Schleck · Sergent · Silvestre · Stuyven · Vandewalle · Voigt · Watson · Zoidl · Zubeldia · Chevrier (stagiair) · Eastman (stagiair) · Kirsch (stagiair)
Aregger · Brändle · Chavanel · Chevrier · Clement · Coppel · Degand · Denifl · Devenyns · Elmiger · Enger · Frank · Fumeaux · Haussler · Hollenstein · Kluge · Lang · Pantano · Pellaud · Pelucchi · Pineau · Reichenbach · Reynés · Saramotins · Schelling · Tanner · Vangenechten · Warbasse · Wyss
Aregger · Brändle · Chevrier · Clement · Coppel · Denifl · Devenyns · Elmiger · Enger · Frank · Fumeaux · Haussler · Hollenstein · Howard · Kluge · Laengen · Lang · Naesen · Pantano · Pellaud · Pelucchi · Reynés · Saramotins · Tanner · Vangenechten · Warbasse · Wyss · Zaugg
Bagdonas · Bakelants · Barbier · Bardet · Bérard · Bidard · Cherel · Chevrier · Cosnefroy · Denz · Domont · Dumoulin · Dupont · Duval · Enger · Frank · Gastauer · Gautier · Geniez · Gougeard · Houle · Jauregui · Latour · Montaguti · Naesen · Peters · Pozzovivo · Riblon · Vandenbergh · Vuillermoz · Doléatto (stagiair) · Geniets (stagiair) · Russo (stagiair)
Bagdonas · Bakelants · Barbier · Bardet · Bidard · Cherel · Chevrier · Cosnefroy · Denz · Dillier · Domont · Dumoulin · Dupont · Duval · Frank · Gallopin · Gastauer · Gautier · Geniez · Gougeard · Jauregui · Latour · Montaguti · Naesen · Peters · Vandenbergh · Venturini · Vuillermoz
Bagdonas · Bardet · Bidard · Bouchard · Cherel · Chevrier · Cosnefroy · Denz · Dillier · Domont · Dumoulin · Dupont · Duval · Frank · Gallopin · Gastauer · Geniez · Godon · Gougeard · Hänninen · Jauregui · Latour · Naesen · Paret-Peintre · Peters · Vandenbergh · Venturini · Vuillermoz · Warbasse · Champoussin (stagiair) · Hänninen (stagiair) · Jorgenson (stagiair) · Jullien (stagiair)
Bardet · Bidard · Bouchard · Champoussin (vanaf 1 april) · Cherel · Chevrier · Cosnefroy · Dillier · Domont · Duval · Frank · Gallopin · Gastauer · Geniez · Godon · Gougeard · Hänninen · Jauregui · Latour · L. Naesen · O. Naesen · Paret-Peintre · Peters · Tanfield · Vandenbergh · Vendrame · Venturini · Vuillermoz · Warbasse · Jullien (stagiair) · Reugel (stagiair) · Verger (stagiair)